# Oberstabsfeldwebel

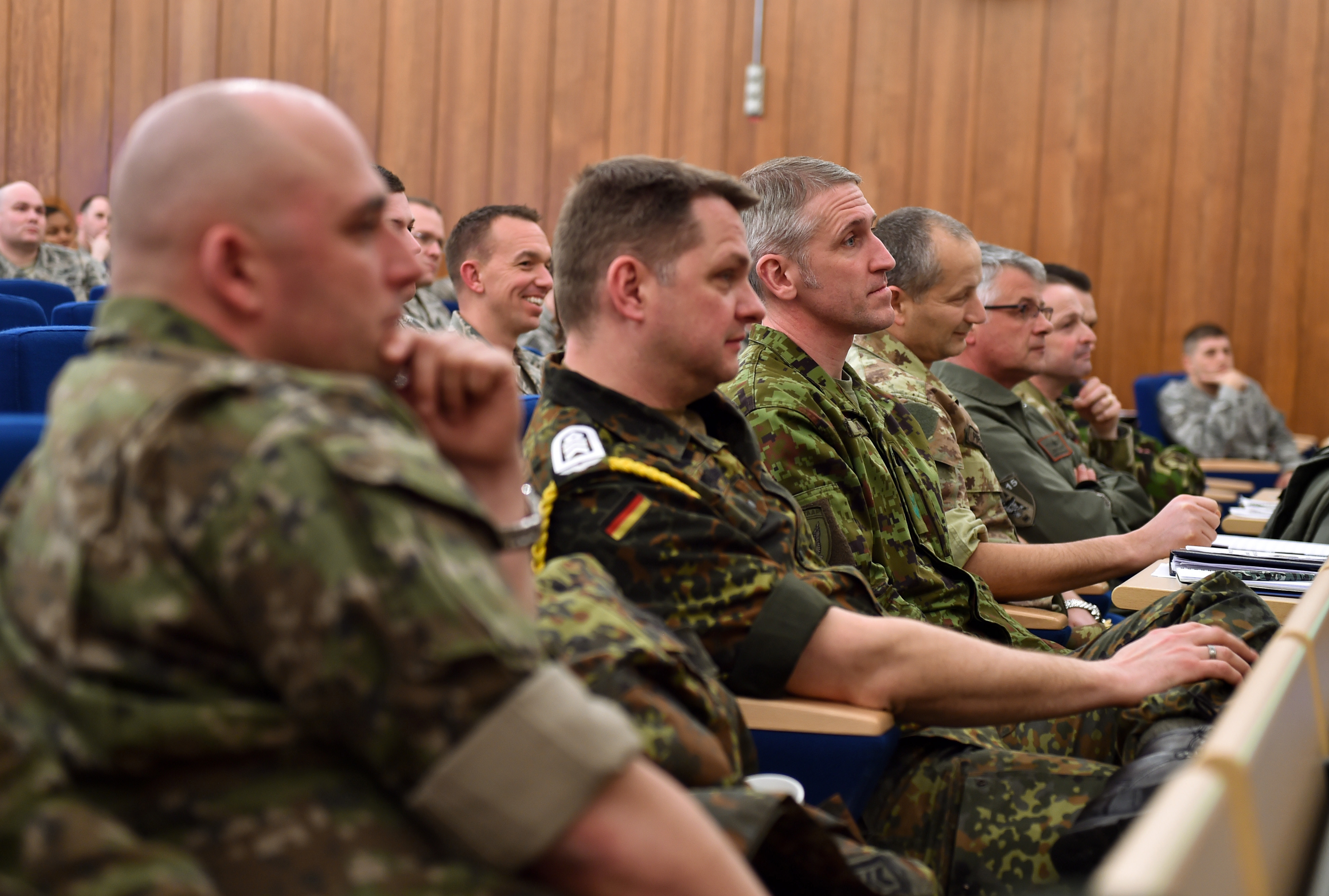
Deutscher Oberstabsfeldwebel (Mitte). An der gelben Schulterschnur als Kompaniefeldwebel zu erkennen.

Der Oberstabsfeldwebel ist ein Dienstgrad der Bundeswehr in der Gruppe der Unteroffiziere mit Portepee.

## Bundeswehr
Der Dienstgrad Oberstabsfeldwebel wird durch den Bundespräsidenten mit der Anordnung des Bundespräsidenten über die Dienstgradbezeichnungen und die Uniform der Soldaten auf Grundlage des Soldatengesetzes festgesetzt.

### Befehlsbefugnis und Dienststellungen
In der Bundeswehr ist der Oberstabsfeldwebel ein Unteroffiziersdienstgrad, der gemäß der Zentralen Dienstvorschrift (ZDv) A-1420/24 „Dienstgrade und Dienstgradgruppen“ zur Dienstgradgruppe der Unteroffiziere mit Portepee zählt. Aufgrund der Zugehörigkeit zur Dienstgradgruppe der Unteroffiziere mit Portepee können Oberstabsfeldwebel auf Grundlage des § 4 („Vorgesetztenverhältnis auf Grund des Dienstgrades“) der Vorgesetztenverordnung innerhalb der dort gesetzten Grenzen Soldaten der Dienstgradgruppen Mannschaften und Unteroffizieren ohne Portepee Befehle erteilen.
Oberstabsfeldwebel versehen in der Regel ihren Dienst in höheren Stäben und Ämtern. In der Truppe werden sie in herausgehobenen Dienststellungen eingesetzt: In den Einheiten (i. d. R. Kompanie) der Streitkräfte dienen sie als Kompaniefeldwebel („Spieß“), als S3-Feldwebel der Verbände (i. d. R. Bataillone) oder als Truppenversorgungsbearbeiter Streitkräfte. In der Kampf-, Führungsunterstützungs- und Logistiktruppe kommen sie auch als Zugführer zum Einsatz. Aufgrund der Dienststellung können Oberstabsfeldwebel in den in der Vorgesetztenverordnung aufgezählten Fällen allen dienstlich oder fachlich unterstellten Soldaten Befehle erteilen.

### Ernennung und Besoldung
Maßgebliche gesetzliche Grundlagen für die Ernennung zum Oberstabsfeldwebel trifft die Soldatenlaufbahnverordnung (SLV) und ergänzend die Zentrale Dienstvorschrift (ZDv) 20/7. Zum Dienstgrad Oberstabsfeldwebel können Berufssoldaten und beorderte Reservisten ernannt werden. Eine Einstellung mit dem Dienstgrad Oberstabsfeldwebel ist nicht vorgesehen. Der Dienstgrad kann frühestens 19 Jahre nach Ernennung zum Feldwebel und sechs Jahre nach Ernennung zum Hauptfeldwebel erreicht werden.
Oberstabsfeldwebel werden nach der Bundesbesoldungsordnung (BBesO) mit A 9 mit Amtszulage besoldet.

### Dienstgradabzeichen
Das Dienstgradabzeichen für Oberstabsfeldwebel zeigt einen Kopfwinkel, darunter zwei Winkel, alle drei mit der Spitze nach oben, und eine geschlossene Tresse als Schulterabzeichen.
Bis zur Einführung des Dienstgrades Hauptfeldwebel Mitte 1957 bestand das Abzeichen aus zwei übereinander angeordneten, mit der Spitze nach oben stehenden Doppelwinkeln. Die heute übliche Randtresse der Unteroffiziere war damals noch nicht in Tragung. Die Schulterklappen erhielten erst Mitte 1959 eine umlaufende, auf Höhe der Schulternaht aber noch nicht geschlossene Borte. Bei Luftwaffe und Heer galt dies vom Dienstgrad Unteroffizier aufwärts, bei der Bundesmarine ab dem Dienstgrad Bootsmann. Die Farbe der Borte war in der Anordnung nicht definiert, dürfte sich aber an jener des Dienstgradwinkels orientiert haben. Die unten offene Schulterklappen-Borte identifizierte also noch nicht (wie heute) speziell den Dienstgrad Unteroffizier, sondern fungierte als allgemeines Rangabzeichen des Unteroffiziersstandes. Erst Ende 1962 erhielten alle oberhalb des Dienstgrades Unteroffizier stehenden Unteroffiziere eine auch auf Schulternahthöhe geschlossene Borte.

### Geschichte
Der Dienstgrad Oberstabsfeldwebel wurde 1955 mit Gründung der Bundeswehr neu eingeführt und bis 1969 mit Besoldungsgruppe A 10 vergütet (wie seit 1969 auch der Oberleutnant, der vorher nur A 9 Amtszulage (m. A.) bezog).
Das Bundesministerium der Verteidigung setzte den Dienstgrad Oberstabsfeldwebel bzw. Oberstabsbootsmann, mit Einführung der Laufbahn der Offiziere des militärfachlichen Dienstes, 1969, auf den Aussterbeetat (ebenso Stabsfeldwebel und Stabsbootsmann). Neubeförderungen wurden erst seit Anfang 1983 wieder möglich. Spitzendienstgrad der Unteroffiziere war daher zeitweise der Hauptfeldwebel, der über A 8 hinaus nun auch die Besoldungsgruppen A 9 sowie A 9 m. A. erreichen konnte. Diese Regelung entfiel zum 1. Januar 1983. Zeitgleich erhielten Hauptfeldwebel in Besoldungsgruppe A 9 den Dienstgrad Stabsfeldwebel/Stabsbootsmann, analog wurden Hauptfeldwebel in A 9 m. A. zu Oberstabsfeldwebeln/Oberstabsbootsleuten ernannt. Seitdem bezieht der Oberstabsfeldwebel bzw. Oberstabsbootsmann nur noch die Besoldungsgruppe A 9 mit Amtszulage.
Bis in die 1990er-Jahre war es üblich, dass es in Bataillonen des Heeres nur einen Oberstabsfeldwebel-Dienstposten gab. Dies war meist der Kompaniefeldwebel der größten Kompanie, alle anderen Kompaniefeldwebel waren Stabsfeldwebel-Dienstposten. Seit Mitte der 1990er-Jahre können Kompaniefeldwebel, unter teilstreitkraftspezifischen Voraussetzungen den Dienstgrad Oberstabsfeldwebel erreichen.

### Äquivalente, nach- und übergeordnete Dienstgrade
Den Dienstgrad Oberstabsfeldwebel führen nur Heeres- und Luftwaffenuniformträger. Marineuniformträger derselben Rangstufe führen den Dienstgrad Oberstabsbootsmann. In den Streitkräften der NATO ist der Oberstabsfeldwebel zu allen Dienstgraden mit dem NATO-Rangcode OR-9 äquivalent.
In den Feldwebellaufbahnen ist der Oberstabsfeldwebel gemäß Nr. 127 f. ZDv 20/7 eine Rangstufe über dem rangniedrigeren Stabsfeldwebel bzw. Stabsbootsmann eingeordnet (erste Dienstgradbezeichnung für Heeres- und Luftwaffenuniformträger; zweite Dienstgradbezeichnung für Marineuniformträger). Der Oberstabsfeldwebel ist der höchste Dienstgrad der Dienstgradgruppe der Unteroffiziere mit Portepee und der Spitzendienstgrad in den Feldwebellaufbahnen; Soldaten der Feldwebellaufbahnen werden also in dieser Laufbahn nicht weiter befördert. Einen dem Oberstabsfeldwebel übergeordneten Dienstgrad gibt es in diesen Laufbahnen daher nicht. Nach § 4 der Vorgesetztenverordnung sind alle Offiziere, deren niedrigste Dienstgrade der Leutnant (für Heeres- und Luftwaffenuniformträger) und der Leutnant zur See (für Marineuniformträger) sind, in den dort definierten Grenzen Vorgesetzte des Oberstabsfeldwebels.
| Unteroffizierdienstgrad |                                       |                    |
| Niedrigerer Dienstgrad |                                       | Höherer Dienstgrad |
| Stabsfeldwebel Stabsbootsmann                                                                                                   | Oberstabsfeldwebel Oberstabsbootsmann | -                  |
| Dienstgradgruppe: Mannschaften – Unteroffiziere o.P. – Unteroffiziere m.P. – Leutnante – Hauptleute – Stabsoffiziere – Generale |                                       |                    |

## Wehrmacht
Der Bundeswehrdienstgrad ist nicht zu verwechseln mit dem Stabsoberfeldwebel, der in der Kriegsmarine der deutschen Wehrmacht von 1939 bis 1945 der höchste Feldwebeldienstgrad war.